# الإخوة رنجلنج

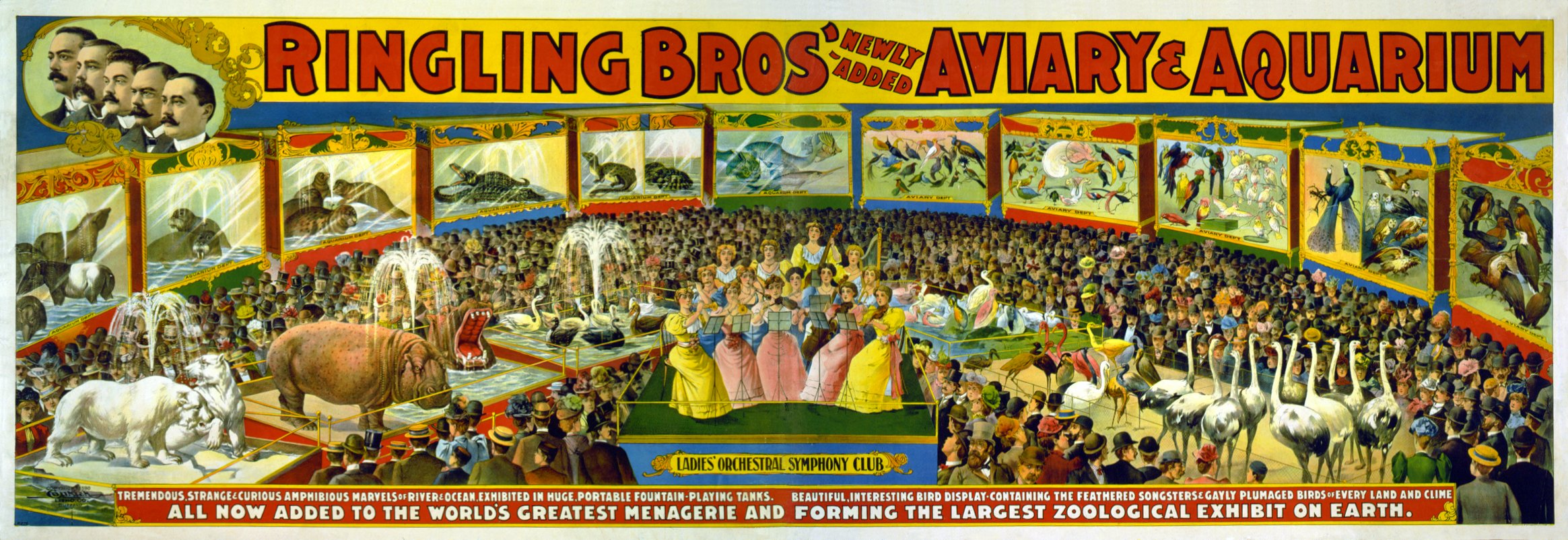
ملصق الإخوة رنجلنج عام 1898

الإخوة رنجلنج كانو خمسة إخوة أسسوا أشهر سيرك في تاريخ دُور اللهو في الولايات المتحدة الأمريكية. وهم ألبرت (1852-1916)، وأوتو (1858 - 1911)، وألفرد (1861 - 1919)، وتشارلز (1864 - 1926)، وجون (1866 - 1936)، وقد ساعد تفانيهم ومهاراتهم التنظيمية على إنشاء واحد من أهم أنواع السيرك في العالم من مجموعة صغيرة من اللاعبين.

## نبذة

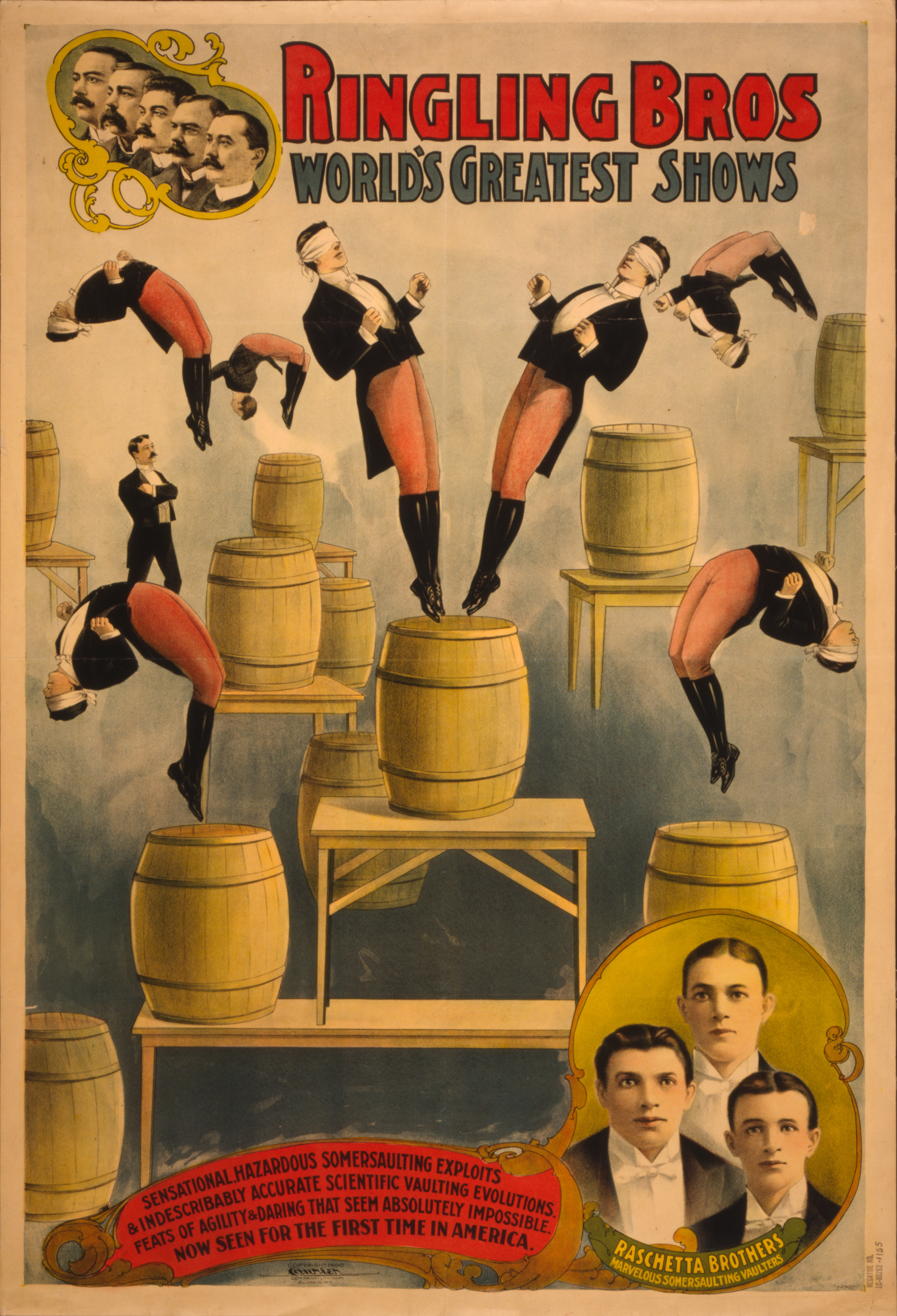
ملصق للإخوة رنجلنج وهو يقومون بعرض بهلوانات

في عام 1884 بدأ الإخوة يقيمون سيركا متجولا. وفي ذلك الوقت كان هناك عدد من فرق السيرك تجوب أنحاء الولايات المتحدة، منها فرق بارنم الضخم التي كانت تستقل 60 عربة من القطار عند سفرها ولم يكن لدى الإخوة رنجلنج مال يكفي لشراء المعدات أو استئجار اللاعبين، لذا قاموا بأغلب العملِ معتمدين على أنفسهم، وأقاموا أول عرض لهم في 19 مايو 1884 في بارابو. فقام الإخوة ومعهم 17 من العاملين بخياطة الخيام وإقامتها وبيع التذاكر وأداء الألعاب. استثمر الإخوة كل أرباح السيرك تقريبا في تحسينه، فاتسع سريعا. وفي البداية كانوا يتنقلون بعروضهم من مدينة إلى مدينة في عربات تجرها الخيول. وبحلول عام 1890، بدأ السيرك يتنقل باستخدام السكك الحديدية. وفي الحال أصبح الإخوة رنجلنج منافسا قويا لسيرك بارنم وبيلي، أقوى فرقة سيرك في ذلك الوقت، وفي عام 1907 اشترى الإخوة رنجلنج سيرك بارنم وبيلي، إلا أن عروض كل منهما كانت تنتقل منفصلة عن الأخرى حتى عام 1919. وفي ذلك العام، اندمجا في سيرك الإخوة رنجلنج وبارنم وبيلي.